# Benjamin Bilse

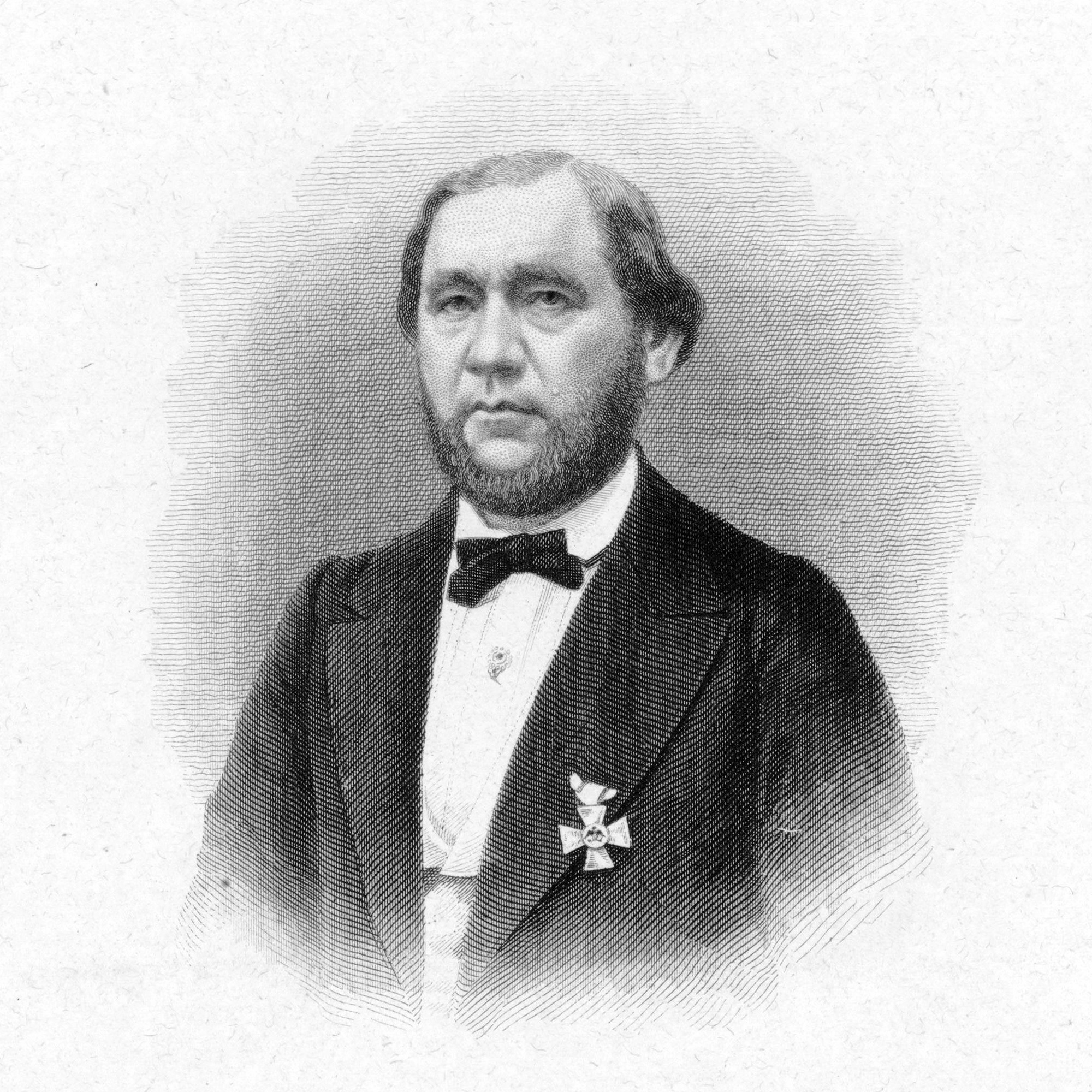
Benjamin Bilse, 1870

Johann Ernst Benjamin Bilse (* 17. August 1816 in Liegnitz, Schlesien; † 13. Juli 1902 ebenda) war ein deutscher Orchesterunternehmer, Kapellmeister und Komponist.

## Leben
Benjamin Bilse gehörte im 19. Jahrhundert zu den bekanntesten und beliebtesten Musikern in Deutschland, aber auch in Warschau, Lodz, Pawlowsk, Riga, Paris, Reims, Brüssel und Amsterdam. Bis er in Berlin (1867–1885) im Concerthaus in der Leipziger Straße wenigstens in der Wintersaison über einen angemessenen Konzertsaal verfügen konnte, spielte er mit seinem Privatorchester, der „Bilse’schen Kapelle“, in Gärten und Sälen von Gastwirtschaften. Er konnte in den Sommermonaten von Stadt zu Stadt reisend, mit angemessenen Eintrittspreisen, aber auch mit lebendigen und zugleich anspruchsvollen Programmen ein größeres Publikum anziehen. Wenn sich Berlin zu einer Weltstadt der Musik entwickeln konnte, war das zu ganz großen Teilen Bilse und seinem Orchester zu verdanken, nicht nur wegen der exzellenten Leistungen des Orchesters, sondern auch der Leistungen der international bekannten Solisten, die er für sein Orchester verpflichten konnte. Beim Studium der alten Musik- und Tageszeitungen lassen sich mehrere tausend Programme und Rezensionen finden, lässt sich feststellen, dass die Musikkritiker sich immer gern „Bei Bilse“ einfanden, weil dieser unermüdlich „Novitäten“, Werke, die in der Region noch nicht bekannt waren, mit Erfolg einstudierte und zur Aufführung bringen konnte.
Aus einer armen Familie stammend, ohne jegliche Protektion und ohne besondere Schul- oder Musikbildung schaffte Benjamin Bilse als Dirigent den Weg aus einer niederschlesischen Stadt, die man heute als Kleinstadt bezeichnen würde, in die Höhen der Orchesterkultur. Die private „Bilse’sche Kapelle“, ein unabhängiges Orchesterunternehmen, war mehr als 40 Jahre lang eines der besten Orchester in Europa. Allein in Berlin hatte die Bilse’sche Kapelle etwa 4.000 Konzerte gegeben, als 1882 etwa 50 Musiker aus seinem Orchester wegen „Gagenfragen“ ein neues Orchester gründeten und sich berechtigt glaubten, sich den in Europa wohlbekannten Namen Bilses aneignen zu dürften. Sie benannten ohne jegliches Taktgefühl und ohne Rücksicht ihr Orchester „Vormalige Bilse’sche Kapelle“. Offenbar erst nach einem Einspruch legten sie sich den Namen Berliner Philharmonisches Orchester zu.
Dorfmusikant
Die Karriere dieses Musikers fing sehr bescheiden an: Als der kleine Johann Ernst Benjamin, („in der Schule bekam der kleine B. stets in allen Fächern gute Zeugnisse, namentlich ….hervorragendes Lob im Gesange“) in dem „Schwarzkretscham“, einer Gaststätte, die seine Eltern bewirtschafteten, die Geige eines Schmiedemeisters aus Rüstern fand, war es um ihn geschehen. Frau Musika, man kann sie in einem Sgraffito an einer Hauswand gegenüber der Liebfrauenkirche bewundern, hatte ihn fasziniert und für alle Zeit für sich reklamiert. Er probierte die Geige aus und bettelte so lange, bis er einige erste Stunden bei Herrn Jasper, einem wandernden Gelegenheitsmusiker, bekommen konnte. Schon nach vier kurzen Wochen konnte er mit seinem Lehrmeister, „der in der Umgegend auf Kirchweihe und Erntefest etc. glorreich als Kapellmeister des Tanzbodens“ wirkte, als Begleiter mit der großen Trommel, später mit dem Kontrabass und mit der Geige, „auf dem Instrumente, welches bestimmt war, Bilse’s musikalische Braut zu werden“, mitziehen.
In einem musikgeschichtlichen Werk wurde Bilse in eine Gruppierung Berliner Akademiker eingeteilt und für diese Gruppe reklamiert: Tatsächlich hatte er jedoch sein Können keiner Akademie oder Hochschule zu verdanken, sondern gehörte zu den Musikern, die auf sich selbst gestellt, ohne Förderung und Anregungen durch ein gebildetes und musikalisch interessiertes Elternhaus, ohne höhere Schul- oder Musikbildung, versuchen mussten, selbst ihren Weg als Berufsmusiker zu finden und einzuschlagen.
Als Lehrling beim Stadt-Musikus Scholz in Liegnitz
Mit 14 Jahren schloss sein Vater für ihn mit dem Stadtmusikus Scholz einen Lehrvertrag als Stadtpfeiferlehrling ab. Die Lehrlinge des Stadtmusikus zahlten in aller Regel kein Lehrgeld für die vier- bis fünfjährige Lehrzeit, wurden jedoch nur unter der Bedingung, dass sie vier oder fünf Jahre „konditionierten“, d. h. ohne Bezahlung, nur für Kost und Logis, für ihren Lehrherrn spielten, angenommen. Es waren daher in Schlesien meist die Kinder armer Familien, die diese Form der Ausbildung suchten.
Wie Rudolph Tschirch in einer „Biographischen Notiz. B.Bilse“ (Deutsche Männer-Gesangs-Zeitung Nr. 3, Dez. 1868) sehr anschaulich beschrieben hat, konnte jedoch von einer „Unterweisung … in der technischen Behandlung der Instrumente, wie auch in der Theorie der Musik ….nicht die Rede bei so einem alten deutschen Stadt – Musikus.“ Die 12 bis 16 Eleven des Stadtmusikus Scholz schliefen in „einem Dach-Schlafsaal gemeinschaftlich“, während die Instrumente des Orchesters „auf ungebetteten Betten herumlagen.“ Nach dem morgendlichen „mächtigen Weckruf ihres Meisters“ begannen die Eleven ihr „grauenvolles Tagewerk“ indem sie im Schlafsaal „auf unbarmherzige Weise“ gleichzeitig, jeder für sich, ihre Instrumente übten, „ein grauenvolles Durcheinander“. Rudolph Tschirch, einer der wenigen Autoren, der über diese Schattenseiten der Frau Musika berichtete, schloss seine Betrachtung über die Lehrmethoden eines Stadt-Musikus` mit den Worten: „Unterricht findet eben weiter nicht statt, als dass die älteren Zöglinge mitunter auf Befragen eine dürftige Auskunft über diese und jene Vortheile in der Behandlung dieses oder jenes Instrumentes geben.“
Selbststudium und eine erste Komposition
Der junge Bilse ließ sich nicht entmutigen, machte sich mit allen Instrumenten, die in einem Stadtmusikchor üblich waren, vertraut, und „wußte ...die manchmal abfallenden Groschens zum Ankauf von Marx, Schütz etc.“ zu verwenden, um „im stillen Kämmerlein bei dürftiger Nachtlampe zu studiren.“ Schon mit 16 Jahren, – er hatte als Stadtpfeifer noch nicht ausgelernt – musste er „in Vertretung seines Prinzipals, alles Mögliche dirigiren …...im Theater, wie in Concerten“. Mit seinen ersten Kompositionen, die gern abgeschrieben und weitergegeben wurden, 12 Galopps wurden bereits gedruckt, war der „schmucke Jüngling“ zu einem Liebling der Liegnitzer geworden.
Als junger Geiger in Wien (1842)
Auf Rat des musikliebenden Besitzers des Gutes Pansdorf, Herrn Erhardt, der Bilse mit „100 blanken Pr. Thalern unter die Arme griff“, sagte er mit einem „Abschiedsconcert“ im Ratskeller seinen Freunden Lebewohl und machte sich auf den Weg nach Wien, um das Musikleben in der Kaiserstadt kennenzulernen und sich als Geiger bei Joseph Böhm weiterzubilden: „Schnelle, ja überraschende Fortschritte waren der Lohn!“. Angesichts seiner schmelzenden Barschaft spielte Bilse in der Kapelle von Johann Strauß (Vater) und gab auch Unterricht, als er in seiner Heimatstadt Liegnitz zum Stadtmusikus und Nachfolger seines früheren Lehrherrn gewählt wurde.
Benjamin Bilse wird Stadtmusikus in Liegnitz (1842)
Da Bilse die kläglichen Bedingungen, die das Amt eines Stadtmusikus in der nur etwa 12.000 Einwohner großen Stadt Liegnitz bieten konnte, genau kannte, ist anzunehmen, dass er dieses Amt vornehmlich „auf Bitten der besorgten Mutter“ und seiner vier jüngeren, „noch unerzogenen Geschwister“ angenommen hat. Anstatt, wie bei seinem Vorgänger, die wenigen Stadtpfeifer des Stadtmusikchores, zu zweit, zu dritt oder zu viert, verstärkt vielleicht mit Lehrlingen, loszuschicken, um diese bei Hochzeiten und Gesellschaften spielen zu lassen – die Tarife wurden für kleine, mittlere und große Hochzeiten vom Magistrat festgelegt – hatte er von Anfang die feste Absicht ein größeres Orchester zu schaffen, das er zu anspruchsvollen Aufgaben führen konnte.
Aufbau des Stadtorchesters, der „Bilse’schen Kapelle“
In den folgenden Monaten gelang es ihm junge Musiker anzuwerben und, da es in Schlesien kein Konservatorium gab, diese in seinem „Lehrinstitut“ selbst auszubilden, zu fördern und in sein Ensemble zu integrieren. Bilse führte in Liegnitz häufig das eine oder andere Kammermusikwerk auf, oder gab „Kammermusiksoireen“. Bei der Aufführung von Kammermusikwerken spielte er gewöhnlich die erste Violine. Da Bilse für sein Orchester sehr viele Kammermusikwerke erworben hat, ist davon auszugehen, dass er unter seiner Anleitung seine jungen Musiker an Kammermusikwerken schulte. Ein Rezept, das auch heutzutage jungen Dirigenten, die noch nicht über ein eigenes Orchester verfügen können, angelegentlich angeraten werden darf. Das gesamte finanzielle Risiko trug jedoch der Stadtkapellmeister Bilse vollständig allein. Er musste seine Musiker, Instrumente, Noten, Reisen u. a. m. selbst bezahlen und zudem, da kein städtischer Konzert- oder Proberaum zur Verfügung stand, sich auch um deren Anmietungen kümmern. Wenn er in seltenen Fällen als Stadtkapellmeister im städt. Schauspielhaus ein Konzert geben wollte, musste er neben dem Mietpreis auch noch die Reinigungs- und Heizkosten übernehmen, zudem auch noch die Kosten für die Beseitigung von Schäden durch Besucher.
Erste Konzertreisen
Als 1844 die Bahnstrecke nach Breslau eingeweiht werden konnte, komponierte Bilse nicht nur einen „Breslau-Liegnitzer Eisenbahn Dampfgalopp“, sondern konnte alsbald mit seinem Orchester immer längere Konzertreisen unternehmen, die das junge Orchester u. a. nach Breslau und 1847 auch nach Berlin, Potsdam und Sanssouci führte. Als 1847 die Bahnstrecke nach Görlitz fertiggestellt wurde, bestieg das Orchester einen der ersten Züge, um alsbald Konzerte u. a. in Görlitz, Dresden und Leipzig geben zu können.
Konzerte in Berlin

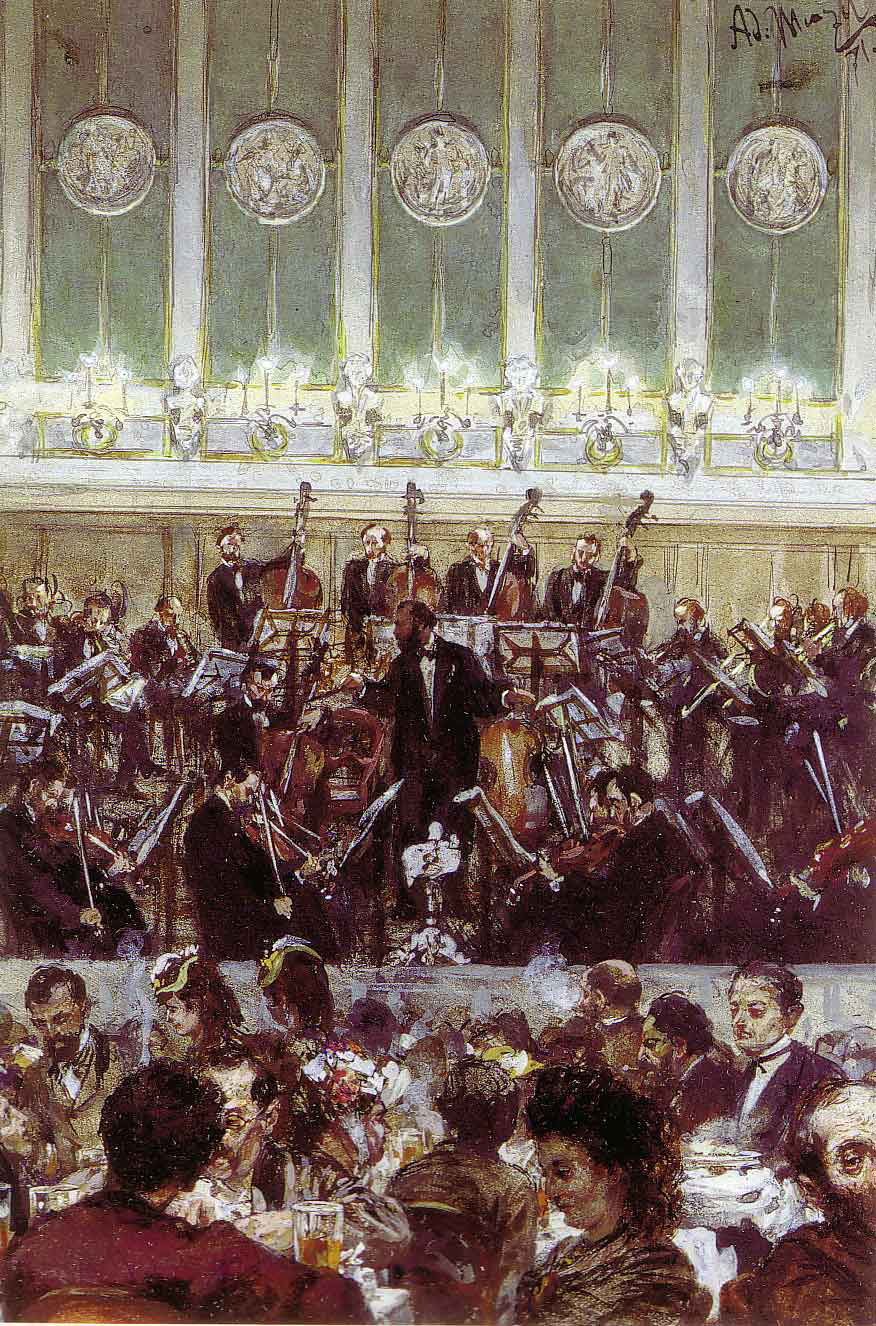
Adolph Menzel. Bilsekonzert, 1871

Zu den Besuchern seiner Konzerte gehörte der junge Gerhart Hauptmann, der beschrieb, wie er „Bei Bilse immer wieder Werke von Beethoven, Gluck, Mozart, Haydn hörte, bis er sie zu verstehen lernte. In dem Berliner Erfolgsroman „Familie Buchholz“ von Julius Stinde stellt der Vater eines Mädchens fest, dass sein künftiger Schwiegersohn seine Tochter in einem populären Konzert „Bei Bilse“ kennengelernt habe. In diese Familienkonzerte, sie fanden jeweils donnerstags statt, gingen auch junge Leute gern in der Hoffnung Bekanntschaften machen zu können. Jede Woche gab Bilse zwei Sinfoniekonzerte oder z. B. Bach-, Händel-, Mendelssohn- und Wagnerabende.“
Zu den prominenten Besuchern gehörte der Maler Adolph Menzel, neben Bilse damals der bekannteste Schlesier in Berlin. Er stellte in einem wunderbaren Aquarell „Benjamin Bilse dirigirt im Concerthaus“ (1871, Kupferstichkabinett Berlin) das Orchester dar. Bilse steht, – ganz in der alten Schule –, mit dem Gesicht zum Publikum inmitten seiner Musiker. Natürlich wurden seine Konzerte gern von Musikern, aber auch von Komponisten besucht, die hofften, Bilse, der für die damals moderne Musik aufgeschlossen war, für die Aufführung eines neuen Werkes gewinnen zu können. Der damals als Komponist in Berlin kaum bekannte P. I. Tschaikowski beschrieb einen Besuch in dem Concerthaus in der Leipziger Straße 48 (an der Ecke zum damaligen Dönhoffplatz): „... ging ich zu Bilse. Einen merkwürdigen Eindruck machte der große prachtvolle Saal auf mich, in dem es nach schlechten Zigarren und Speisen roch und Strümpfe strickende Damen und Bier trinkende Herren sich die Zeit vertrieben... Dabei ein ausgezeichnetes Orchester, gute Akustik und ein schönes Programm.“
Ausgedehnte Konzertreisen führten die Musiker jeweils in der Sommersaison von Mai bis September immer wieder quer durch Deutschland und Europa, unter anderem nach Pawlowsk bei St. Petersburg, Riga, Warschau, Lodz, Amsterdam und Brüssel. Als 1867 Johann Strauss (Sohn) eingeladen wurde, auf der Weltausstellung in Paris aufzutreten, bat er Bilse und sein Orchester, ihn zu begleiten. Nach Proben und ersten Konzerten in Berlin konnten Strauß und Bilse in Paris gemeinsam auftreten. Strauß dirigierte seine eigenen Kompositionen, darunter den Donauwalzer, Bilse die ernsten Musikstücke, für deren Aufführung er ein besonderes Talent hatte.
Ein großer Teil der Musiker trennt sich 1882 von Bilse und gründet unter seinem Namen ein weiteres Orchester
1882 kam es zum Streit mit den Musikern; 54 von Bilse bestens ausgebildete Musikern trennten sich von ihm und gründeten unter dem Namen Ehemalige oder Vormalige Bilse’sche Kapelle eine neue Kapelle, die sich später Berliner Philharmonisches Orchester nannte (diesen Namen trug das Orchester bis zur Umwandlung in die „Stiftung Berliner Philharmoniker“ im Jahr 2002). Als sich in der Musikwelt herumsprach, dass Bilse im Herbst 1882 mit den ihm verbliebenen Musikern, darunter die Harfenistin Elise Jansen, sein Ensemble auffüllen wollte, meldeten sich mehr als 1.000 Musiker aus aller Welt, da die Bilse’sche Kapelle nicht nur sehr berühmt und erfolgreich war, sondern weil Bilse seine Musiker überdurchschnittlich und anständig bezahlte. Ein weiterer Grund war, dass Bilse in jeder Woche ein bis zwei Novitäten, Werke die in der Region noch nicht bekannt waren, einstudierte und zur Aufführung bringen konnte.
Sein Leben und Werk erforschen Freunde und Mitglieder der Benjamin Bilse Gesellschaft e. V., der Jochen Georg Güntzel vorsteht.
Bilse war Mitglied der Liegnitzer Freimaurerloge Pythagoras zu den drei Höhen.

## Werke
Bilse komponierte zahlreiche Walzer, Polkas, Quadrillen und Märsche, von denen 42 gedruckt wurden.